# Kisbocskó
 Nem tévesztendő össze az egykori Nagybocskó Romániához tartozó részével!
Kisbocskó (románul: Bocicoel vagy Bocicoiel) falu Romániában, Máramaros megyében, a történeti Máramarosban.

## Fekvése
Máramarosszigettől 49 kilométerre délkeletre fekszik.

## Története
Először 1365-ben Bachkow, 1495-ben Kysbachko néven szerepel. 1385-ben valószínűleg a határában feküdt a nem sokkal később elpusztult Dánfalva, mert az 1471-es határjárásában szerepel a Danowa terra határnév. 1444-ben mint néptelen falut Maris György konyhai kenéz kapta meg I. Ulászlótól földesúri birtokként, és valószínűleg ő vagy utódai népesítették be. A környező kisnemesi falvaktól eltérően végig jobbágytelepülés maradt. 1786-ban különböző kisnemesi családok birtokolták, lakói szőtteseket készítettek. 1838-ban 425 görögkatolikus és 20 zsidó vallású lakosa volt.
1880-ban  572 román és 41 német (valójában jiddis) anyanyelvű lakosa volt; 559 görögkatolikus és 53 zsidó vallású. 2002-ben 851 román nemzetiségű lakosából 787 volt ortodox, 41 görögkatolikus és 17 pünkösdista vallású. Lakói gyapjúszőnyegeket és fafaragásokat árusítanak. Májusban népünnepély övezi a juhseregállítást. Görögkatolikus temploma 1890-ben, az ortodox 1961-ben épült.

## Képek

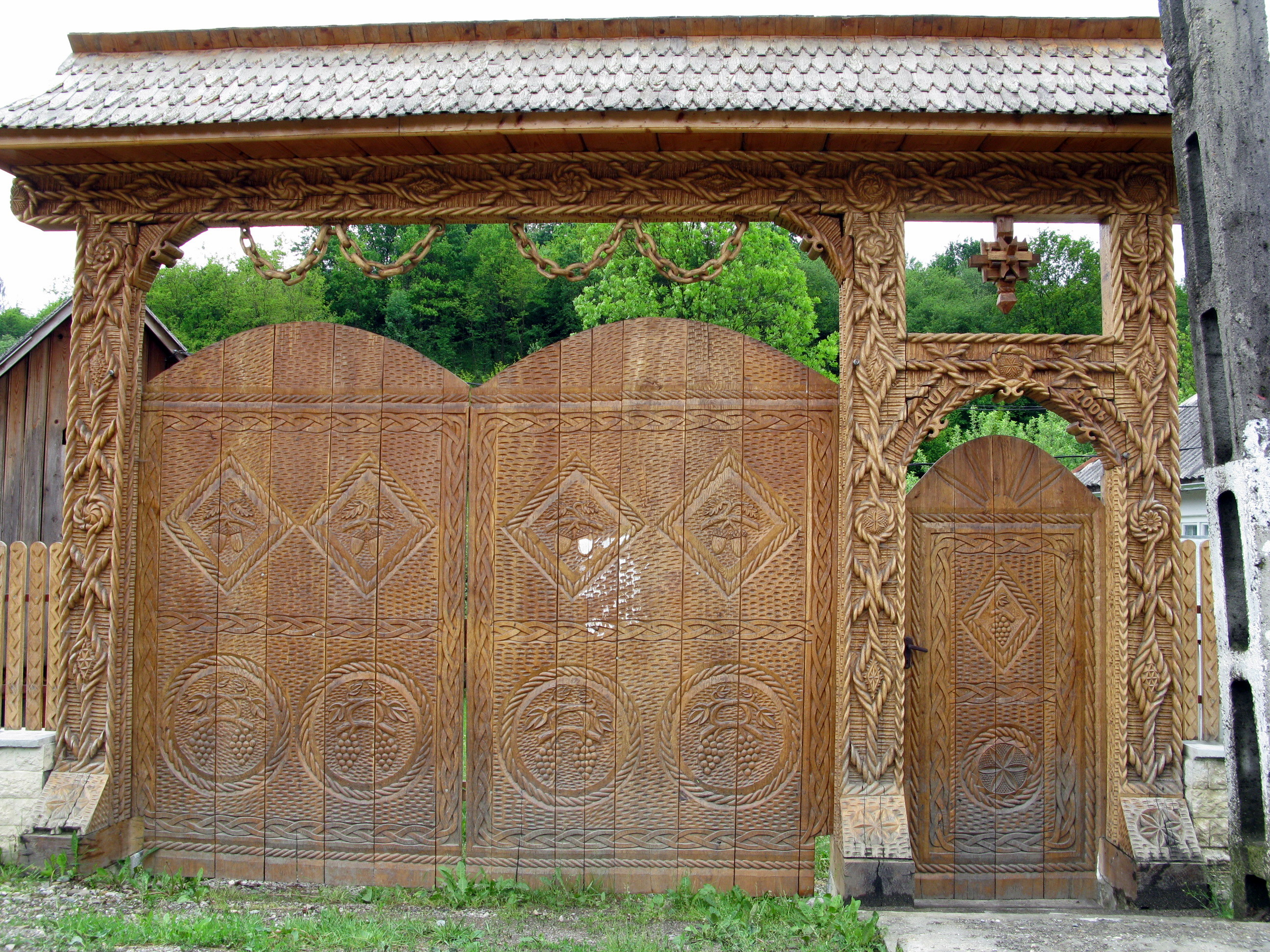
Faragott máramarosi kapu
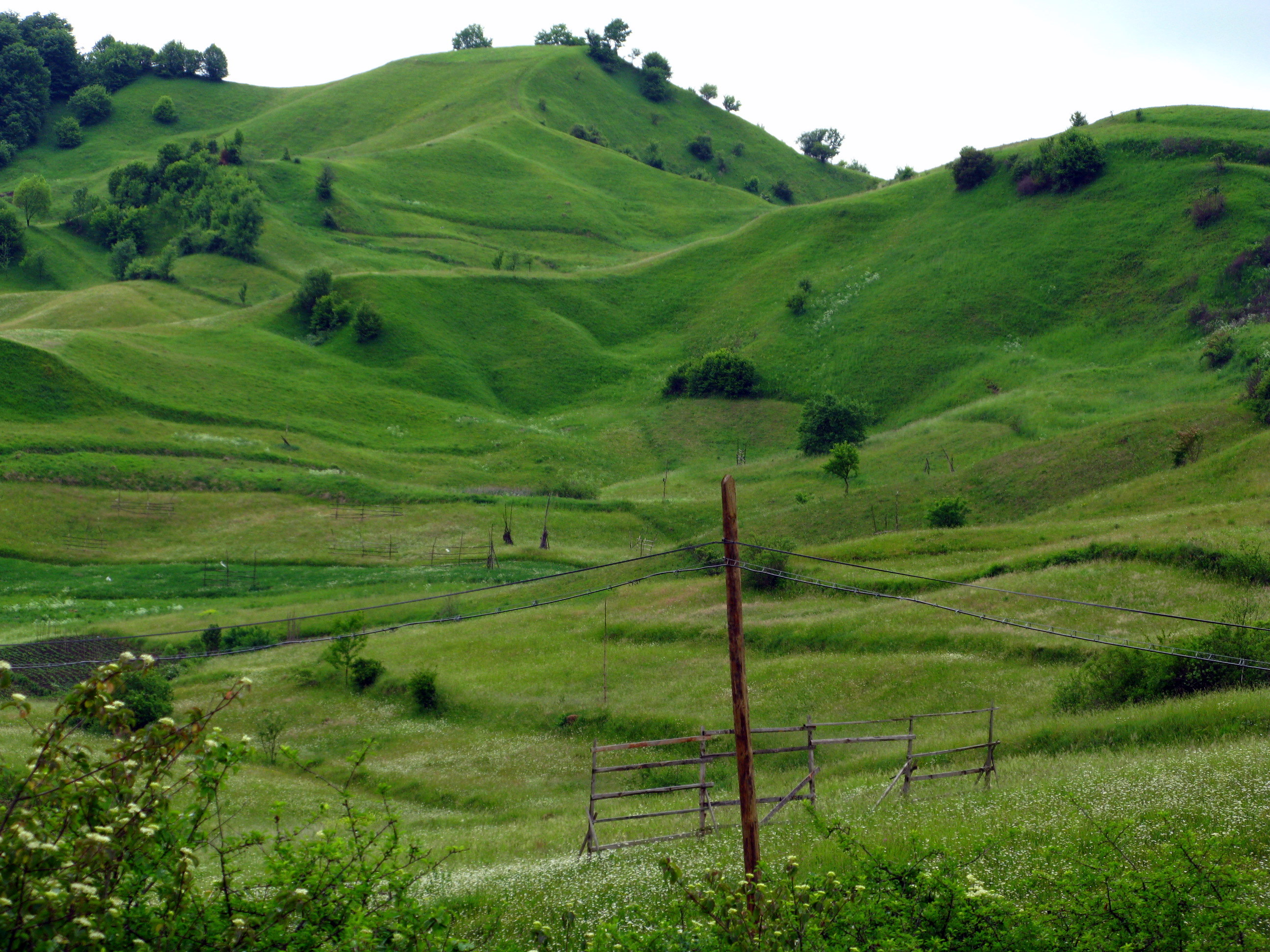
Rét Kisbocskó és Alsóvisó között
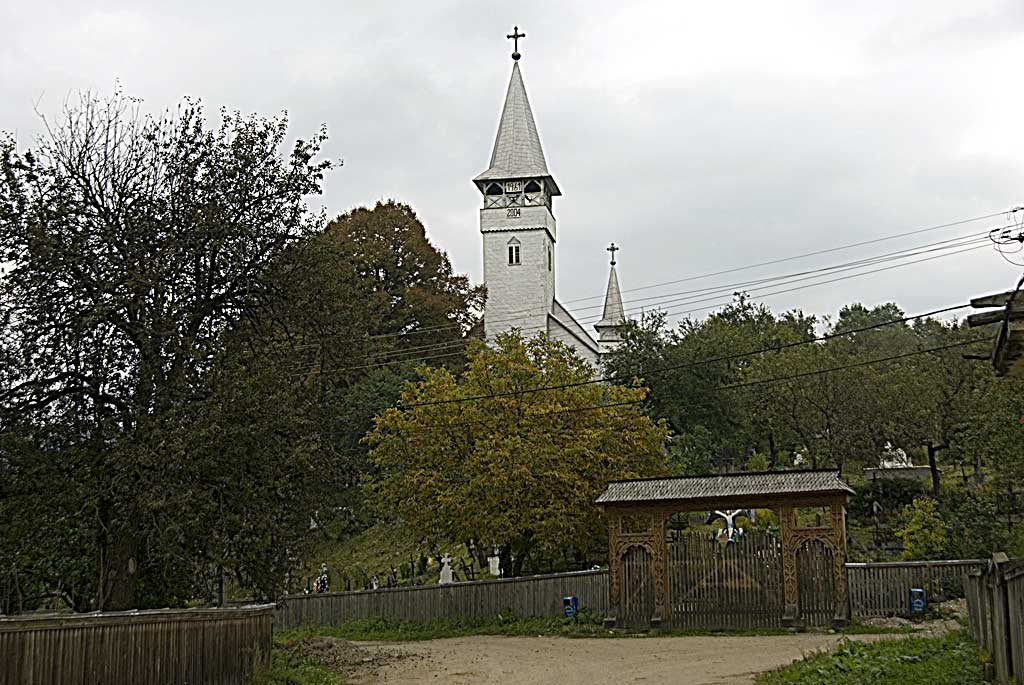
Görögkatolikus templom
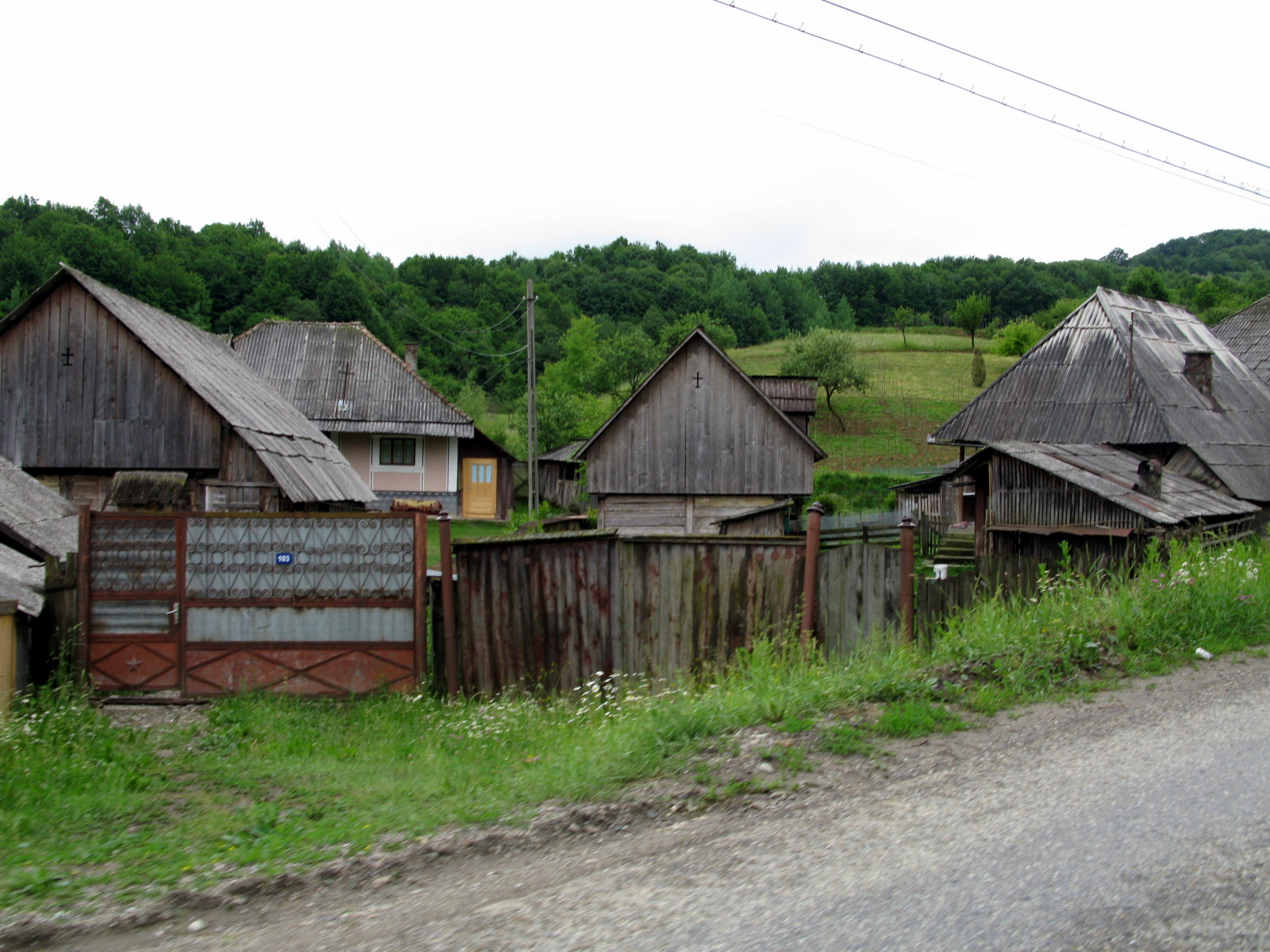
Házak